# 史密斯克里克鎮區 (北卡羅萊納州沃倫縣)
史密斯克里克鎮區（英語：Smith Creek Township）是位於美國北卡羅萊納州沃倫縣的一個鎮區。

## 地方資料
史密斯克里克鎮區的面積為67.59平方千米，皆為陸地。根據2020年美國人口普查的數據，當地共有人口2090人，而人口密度為每平方千米30.92人。